# Hypotrachyna crustacea
Hypotrachyna crustacea är en lavart som först beskrevs av Lynge, och fick sitt nu gällande namn av Marcelli & Jungbluth. Hypotrachyna crustacea ingår i släktet Hypotrachyna och familjen Parmeliaceae.   Inga underarter finns listade i Catalogue of Life.